# 160512 Franck-Hertz
160512 Franck-Hertz este un asteroid din centura principală de asteroizi.

## Descriere
160512 Franck-Hertz este un asteroid din centura principală de asteroizi. A fost descoperit pe 11 octombrie 1990 la Tautenburg de Freimut Börngen și Lutz Dieter Schmadel. Asteroidul prezintă o orbită caracterizată de o semiaxă mare de 2,64 ua, o excentricitate de 0,29 și o înclinație de 3,1° în raport cu ecliptica.